# Kangin
Dans ce nom coréen, le nom de famille, Kim, précède le nom personnel.
Kim Young-woon (coréen : 김영운) né le 17 janvier 1985 à Séoul, surtout connu sous son nom de scène Kangin, est un chanteur et danseur sud-coréen, occasionnellement acteur. Il était un membre du boys band Super Junior. Son nom de scène « Kangin » (Hangeul : 강인 ; Hanja : 强仁), signifie « forte bienveillance », cela lui a été attribué pour compléter sa personnalité. En juillet 2010, il a temporairement arrêté sa carrière pour effectuer son service militaire obligatoire et a fini en avril 2012, et fit son grand retour sur scène.

## Biographie

### 2005: Débuts au sein desSuper Junior
Après une formation au sein de la SM Entertainment, il débute officiellement sa carrière de chanteur avec les Super Junior sur la scène Inkigayo d'SBS le 6 novembre 2005, avec leur premier single Twins (Knock Out),.

### 2006 - 2009: Télévision et performances
Après ses débuts, Kangin participa à divers show TV notamment Image Survival en février 2006 sur MBC. La même année, il travaille en tant que maître de cérémonie pour les stars connues de la SM (BoA, DBSK) lors de fanmeeting, diffusés sur la chaîne EBS. De 2006 à 2007, Kangin participe à de nombreux show TV en tant que simple invité et parfois en tant qu'invité régulier, comme par exemple dans Love Triangle, KBS Star King, KBS Vitamin, et MBC driving school avec Leeteuk. Etant le membre le plus actif à la télévision, sa popularité augmente et il finit par obtenir le salaire le plus élevé parmi les autres membres du groupe.
Cinq jours après ses débuts avec les Super Junior, Kangin devient présentateur de l'émission Mnet's M!Countdown avec Leeteuk et Shindong. Il fut ensuite remplacé par Eunhyuk à la mi-2006 en raison de ses horaires chargées (participation à la radio EBS Reckless et au programme de musique Show! Music Core). Kangin quitte la Radio Reckless en juin 2007 pour rejoindre Cho Jungrin sur une autre radio intitulée Good Friend. En février 2007, il intègre un des sous-groupes de Super Junior, Super Junior-T. Un an plus tard, il devient membre de Super Junior-H. En 2007, il fait une apparition dans le drama d'MBC Billie Jean, Look at Me. Ses débuts en tant qu'acteur commencèrent dans le film Attack on the Pin-Up Boys, sorti le 26 juillet 2007, dans lequel les autres membres de Super Junior apparaissent. En 2008, celui-ci a été choisi pour jouer le rôle de Kang Soo dans le film Hello, Schoolgirl.
Il devient ensuite présentateur pour deux programmes de télévisions populaires d'MBC, Sunday Night Dong-An Club et Nothing is Impossible. En outre, sur la chaîne Mnet, Kangin a joué dans Band of Brothers avec Kim Heechul, Jay et Jungmo, en 2008. Il poursuit ses activités en présentant l'émission Classe Up sur MTV ainsi que Change sur SBS en 2008. Du 9 septembre 2008 au 9 novembre 2008, Kangin, avec Heechul, participe à la comédie musicale Xanadu, version coréenne. Xanadu est une comédie musicale des années 1980 avec Gene Kelly et Olivia Newton-John. Xanadu a également été joué à Broadway. Heechul, Kangin et Choi Sungwon, interprétaient le même rôle, Sonny, et intercalaient selon leurs horaires.

De décembre 2008 à mai 2009, Kangin et l'actrice Lee Yoon Ji participèrent au show TV We Got Married, très populaire an Asie. Ce fut sa première participation régulière à une émission de la chaîne MBC. En 2009, Kangin avec quelques autres membres de Super Junior, présentèrent l'émission de télévision pour la charité, « Miracle ».
Kangin a également été présent dans la série télévisée Zero Romance, interprétant Hotae. Avec un total de seize épisodes, le drama s'est terminé fin mai 2009, avec des évaluations plutôt positives.

### 2010 - 2012: Service militaire, retour sur scène
Le 5 juillet 2010, Kangin part dans un camp militaire en Chungcheong du Sud, pour effectuer son service militaire obligatoire, d'une durée de deux ans. Il est de retour le 16 avril 2012, et rejoint les Super Junior dans la promotion de leur nouveau single Sexy, Free & Single.

## Filmographie

### Films
| Année | Titre                     | Rôle                            |
| ----- | ------------------------- | ------------------------------- |
| 2007  | Attack on the Pin-Up Boys | Capitaine de la société de judo |
| 2007  | Alvin and the Chipmunks   | Alvin (doublage coréen)         |
| 2008  | Hello, Schoolgirl         | Kang Sook                       |

### Télévision
| Année       | Titre                     | Rôle               | Chaîne |
| ----------- | ------------------------- | ------------------ | ------ |
| 2002        | A Man and a Woman         | –                  | SBS    |
| 2006        | Rainbow Romance           | Lui-même           | MBC    |
| 2007        | Billie Jean, Look At Me   | Un ami             | MBC    |
| 2008 - 2009 | We Got Married (saison 1) | Lui-même (show TV) | MBC    |
| 2009        | Romance Zero              | Na Hotae           | MBC    |

### Apparition dans des clips
| Année | Titre       |
| ----- | ----------- |
| 2007  | Flight Girl |

## En tant que présentateur
| Année       | Titre                          | Chaîne   |
| ----------- | ------------------------------ | -------- |
| 2005 - 2006 | M!Countdown                    | Mnet     |
| 2006 - 2007 | Sunday, Dong-an Club           | MBC      |
| 2006 - 2007 | Nothing is Impossible          | MBC      |
| 2008        | Unbelievable Outing (saison 3) | ComedyTV |
| 2007        | Show! Music Core               | MBC      |
| 2008        | Idol Show (saison 1)           | MBC      |
| 2009        | Miracle                        | KBS      |

## Récompenses et nominations
| Année | Prix                                 | Catégorie                                  | Résultats |
| ----- | ------------------------------------ | ------------------------------------------ | --------- |
| 2007  | Summer Break Mnet 20's Choice Awards | « Best Bad Boy » (meilleur mauvais garçon) | Lauréat   |
| 2008  | MBC Entertainment Awards             | « Best DJ » (meilleur DJ)                  | Lauréat   |